# Jamblock
Na música, um jamblock é um Instrumento de percussão do tipo idiofone percutido, uma versão moderna e mais durável de plástico rígido do bloco de madeira, criados por Martin Cohen (fundador da marcaLatin Percussion), após o percussionista Marc Quiñones solicitar uma versão mais robusta do bloco de madeira.
O jamblock pode ser usados como instrumentos orquestrais, mais é geralmente anexado ao timbale e kits de bateria. 
Frequentemente usados em estilos latino-americanos, como por exemplo o ritmo da salsa, embora modernamente alguns bateristas usem-o no rock. Também usado para marcar o tempo durante os ensaios da banda marcial, onde é popularmente chamado como "gockblock".